# Montepulciano (vitigno)
Il Montepulciano è un vitigno a bacca nera coltivato in prevalenza in Abruzzo e in minor misura nel resto dell'Italia Centrale come Toscana e Marche.
È una delle uve più importanti del centro Italia e da cui prendono nome i vini Montepulciano d'Abruzzo, Montepulciano d'Abruzzo Colline Teramane e Tullum Rosso. La DOCG Montepulciano Colline Teramane è la più antica DOCG di vitigno Montepulciano. 
È base fondamentale per tre vini delle Marche: l'Offida Rosso DOCG, il Rosso Piceno DOC, il Rosso Conero DOC e il Conero DOCG. Questi ultimi due sono prodotti in un'area ristretta del parco del Conero.

## La storia
Contrariamente a ciò che si potrebbe pensare, il vitigno Montepulciano non ha nessun legame con l'omonima città toscana; l'origine della confusione è attribuita a Sante Lacerio, bottigliere di Paolo III .
Va precisato che il Vino Nobile di Montepulciano non ha legami con questo vitigno, ma è vinificato con un clone di Sangiovese e, questo sì, prende il proprio nome dalla città toscana di Montepulciano, in provincia di Siena, dov'è prodotto. Infatti, tale varietà coltivata in Toscana, non presenta nessuna somiglianza con il vero "Montepulciano", chiamato anche "d'Abruzzo" o "Uva abruzzese" o "Montepulciano di Torre de' Passeri" o semplicemente "Torre di Passeri".
Il Montepulciano è un vitigno autoctono dell'Abruzzo dell'alta Val Pescara, della zona costiera abruzzese e della Valle Peligna; a testimonianza di ciò sono conservati diversi documenti risalenti al 1700. E’ da ritenersi che le condizioni climatiche e le caratteristiche geologiche dell’alta Val Pescara, particolarmente favorevoli alla viticoltura, siano alla base delle motivazioni che indussero esponenti della nobiltà sulmonese (famiglie dei Mezzana e dei Tabassi) ad espandere i loro possedimenti nell'area di Torre dei Passeri, Tocco da Casauria e Musellaro. È probabile che diversi vitigni, tra cui il Montepulciano, siano stati trapiantati dai Mezzana proprio a Torre dei Passeri e da quest'ultimo, il “vitigno portabandiera dell’Abruzzo”, sia migrato agli inizi del 1900 verso il chietino, la costa pescarese ed il teramano.
Il Montepulciano, assieme al Sangiovese, rappresenta al meglio la tradizione "rossa" dell'Italia centrale. Il Montepulciano ha un grappolo di grandezza e compattezza media, quasi sempre alato, di forma piramidale o conica. Matura in epoca avanzata (in genere le prime settimane di ottobre).
Il vitigno Montepulciano è alla base di tutti i vini DOCG e DOC d'Abruzzo, nonché dell'Offida Rosso DOCG del sud delle Marche insieme al Rosso Piceno Superiore DOP e al Rosso Conero, una DOCG prodotta nella zona centrale delle Marche, nei pressi del Monte Conero (omonimo promontorio), tutti di antichissime tradizioni.

## Il vino
Le uve Montepulciano sono capaci di espressioni di levatura mondiale per potenza, eleganza e ampiezza delle nuances olfattive. Un tempo esclusivamente riservati per il taglio, i vini a base di Montepulciano si caratterizzano per i tannini fitti, morbidi e non molto aggressivi, per i sentori di ciliegia e di marasca, per il finale pieno e sostenuto da una notevole forza estrattiva e alcolica.

## Galleria d'immagini

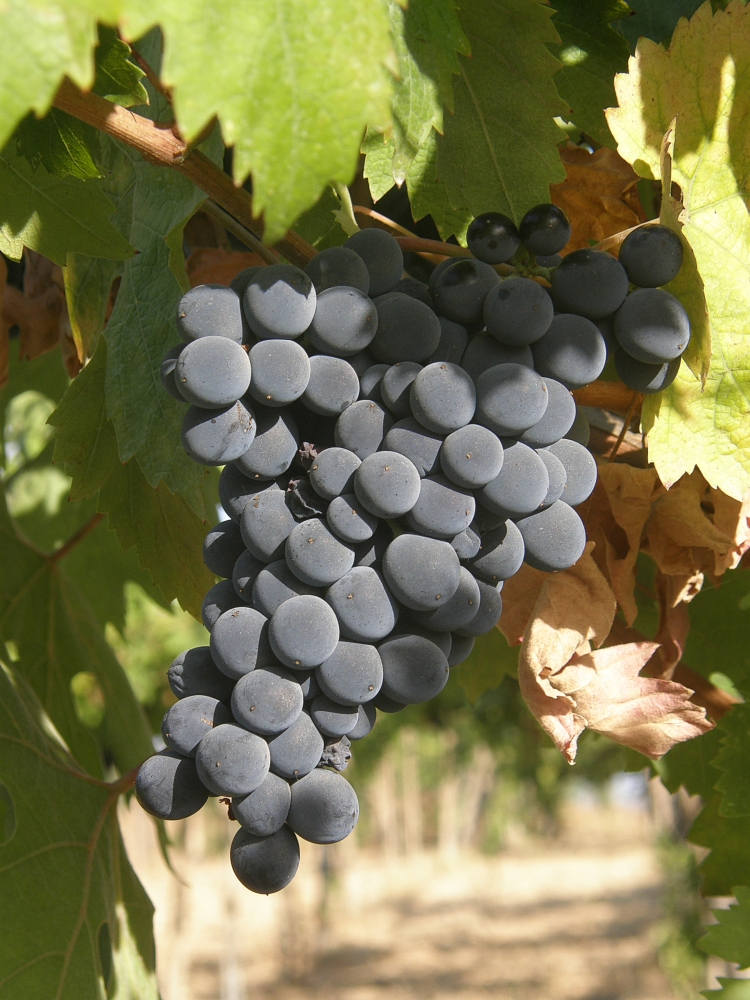
Grappolo di Montepulciano
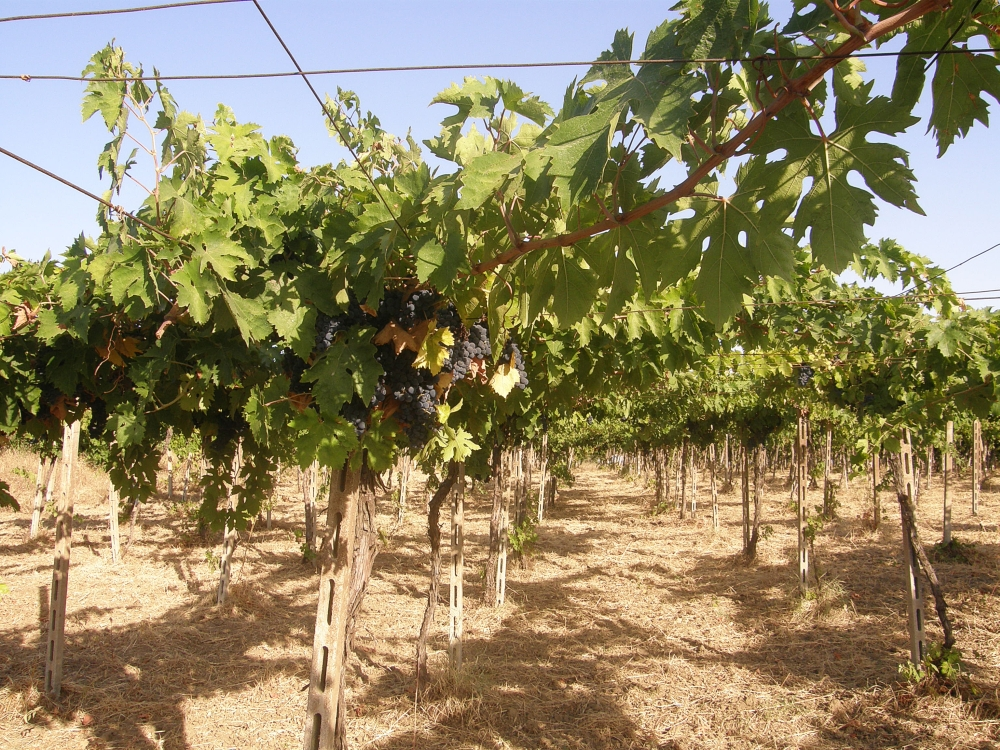
Vigneto abruzzese con la classica forma di allevamento a pergolato abruzzese